# إينيس جوروتشاتيجوي
إينيس جوروتشاتيجوي (بالإسبانية: Inés Gorrochategui)‏ مواليد 13 يونيو 1973 في قرطبة، الأرجنتين، هي لاعبة كرة مضرب أرجنتينية سابقة وكانت تلعب باليد اليمنى. كما أنها إحدى بطلات الجراند سلام. أعلى تصنيف لها في الفردي كان المركز الـ 19 في سنة 1994. أعلى تصنيف لها في الزوجي كان المركز الـ 9 في سنة 1995.

## روابط خارجية
- إينيس جوروتشاتيجوي على موقع رابطة محترفات التنس (الإنجليزية)
- إينيس جوروتشاتيجوي على موقع الاتحاد الدولي لكرة المضرب (الإنجليزية)
- إينيس جوروتشاتيجوي على موقع كأس بيلي جين كينغ (الإنجليزية)
- إينيس جوروتشاتيجوي على موقع خلاصة التنس.كوم (الإنجليزية)
- إينيس جوروتشاتيجوي على موقع أوليمبيديا (الإنجليزية)